# Aracnofobia
Aracnofobia é o medo (ou fobia) de aracnídeos.

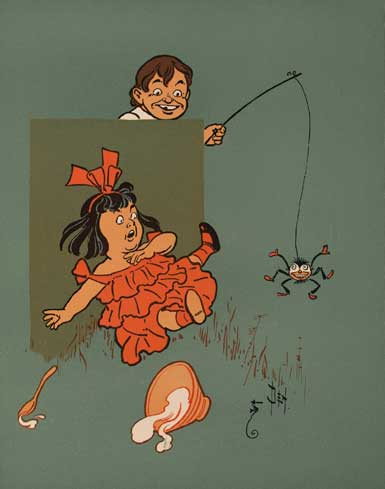
A ilustração acima é uma representação da canção "Little Miss Muffet", na qual o personagem é "assustado" por uma aranha

## Sinais e sintomas
É possivelmente a fobia de animais mais extensa.[carece de fontes?] As reações dos aracnofóbicos parecem frequentemente bem irracional às pessoas, e mesmo ao próprio afetado. Tentam permanecer longe de todo o local onde pensam que habitam aranhas, ou onde observaram aracnídeos. Se virem uma aranha perto de algum lugar onde vão entrar, evitam entrar nesse lugar, mesmo que a distância entre o local e onde está a aranha seja grande, ou ao menos terão antes que fazer um esforço para controlar seu medo, que pode ser caracterizado na respiração rápida, por taquicardia e por náuseas.
O medo às aranhas pode determinar o lugar onde o fóbico decide viver, ou o local a que irá nas férias, e limitar os esportes ou passatempos que deseja apreciar. Como a maioria das fobias, o aracnofóbico pode ser curado com tratamento psicológico. A forma habitual é usar os métodos que expõem gradualmente o fóbico ao animal que lhe dá medo, mas também existe um sistema de choques em que a exposição é de grande intensidade, e se realiza subitamente com um medo continuo.

## Razões

### Biológico
Existem hipóteses quanto a motivação de aranhas poderem despertar medo. Existe o lado biológico, em que o medo das aranhas seria uma vantagem evolutiva para a sobrevivência e, consequentemente, a perpetuação da espécie.

### Cultural
Uma alternativa da explicação é cultural. O medo existe sobretudo na mente ocidental. O pesquisador Geoffrey Isbister afirma sobre o assunto: "muitas culturas reverenciam aranhas ou veem-nas como símbolos de boa sorte".
Isbister ainda diz que o motivo para a fobia pode se encontrar em raízes históricas, como a história do Tarantismo, doença surgida na cidade de Taranto (Itália) que teria ameaçado a Europa entre os séculos XV e XVII. Como explica Aline Gatto Boueri:
Aranhas da espécie Lycosa tarantula foram acusadas de causar esse mal cujos sintomas eram suor, tremor, insônia, dor, rigidez corporal e fraqueza.
Curiosamente, acreditava-se que, para curar-se, o doente deveria dançar freneticamente durante quatro dias. Enquanto em alguns lugares a doença acabou associada à loucura por conta disso, em outros se tornou um pretexto para orgias ou festivais de dança, o que deu origem à famosa tarantela.